# Hemigrammocapoeta elegans
Hemigrammocapoeta elegans är en fiskart som först beskrevs av Günther, 1868.  Hemigrammocapoeta elegans ingår i släktet Hemigrammocapoeta och familjen karpfiskar. Inga underarter finns listade i Catalogue of Life.